# Småland
Smålandⓘ (Smolandia) là một trong những tỉnh truyền thống của Thụy Điển (landskap).
Cũng giống như các tỉnh của Thuỵ Điển hiện nay không còn chức năng hành chính.
Thủ phủ của tỉnh là Växjö, một thành phố nổi tiếng với văn hóa và các trường đại học.
Thành phố lớn khác trong Småland bao gồm Jönköping và Kalmar.

## Lịch Sử và Văn Hóa
Småland có lịch sử phong phú, là quê hương của nghệ nhân nổi tiếng như nhà thiết kế nội thất Ingvar Kamprad, người sáng lập IKEA.
Văn hóa Småland thường được mô tả là chất phác và tiết kiệm.